# Islam à Singapour

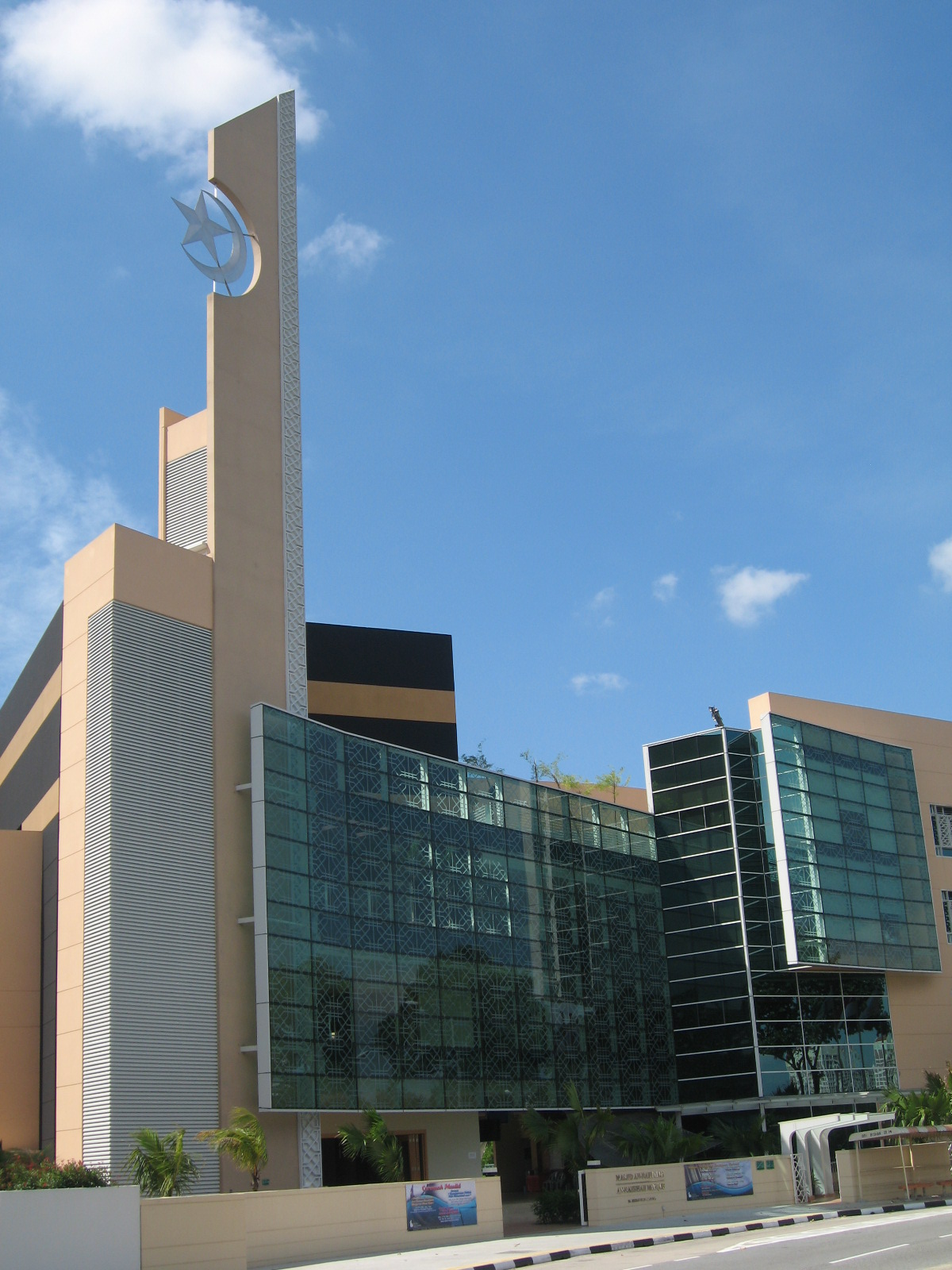
La mosquée An-Nahdhah, à Singapour.

L'islam à Singapour est pratiqué par environ 14,9 % de la population. Il s'agit majoritairement de sunnites de rite chaféite. Singapour est un pays multiculturel avec trois peuples principaux : les Malais, les Chinois et les Indiens. Les Malais sont musulmans à 99,6 %. 25, 6 % des Indiens sont musulmans, et 0,5 % des Chinois. On trouve aussi un petit nombre d'Européens musulmans. Parmi les musulmans de Singapour, il existe des minorités sunnites de rite hanafite et des chiites. Singapour compte 69 mosquées et 6 madrasas, qui accueillent des enfants à temps plein.

## L'islam et l'État
En 1880, l'autorité coloniale britannique avait créé un organisme qui reconnaissait la loi musulmane pour les mariages. Cet organisme a été transformé en 1957 en un tribunal islamique qui règle les questions afférent au mariage et au divorce musulman. Les mariages musulmans ne peuvent concerner que deux personnes musulmanes, et sont consignés dans un registre spécifique
.
Plus de droits ont été accordés aux femmes musulmanes à Singapour notamment grâce aux initiatives de Khatijun Nissa Siraj.